# Hans Aßmann Freiherr von Abschatz

Herb rodziny Abschatz

Hans Aßmann Freiherr von Abschatz, właściwie Johann Erasmus Freiherr von Abschatz (ur. 4 lutego 1646 w Würbitz, zm. 22 kwietnia 1699 w Legnicy) – niemiecki mąż stanu, poeta i tłumacz epoki baroku. Używał pseudonimu Hans Erasmus Abschatz.

## Życiorys
Aßmann uczęszczał do szkoły w Legnicy, następnie studiował prawo na uniwersytetach w Strasburgu i Lejdzie. Po śmierci ostatniego śląskiego Piasta Jerzego Wilhelma i aneksji Śląska do Monarchii Austriackiej Aßmann był dwukrotnie przedstawicielem na dworze imperialnym w Wiedniu. Pierwszy raz jako reprezentant księstwa legnickiego, drugi raz jako reprezentant całości ziem śląskich. Cesarz Leopold I nadał mu tytuł barona (Freiherr). W roku 1679 von Abschatz został stałym delegatem Legnicy do sejmu śląskiego (tzw. Fürstentage we Wrocławiu).
Abschatz jest zaliczany do przedstawicieli grupy poetyckiej zwanej "drugą szkołą śląską" (niem. zweite schlesische Schule) razem z takimi pisarzami jak Daniel Casper von Lohenstein, Gottfried Benjamin Hancke oraz Christian Hoffmann von Hoffmannswaldau.